# Герб Мортагуа
Ге́рб Морта́гуа — офіційний символ містечка Мортагуа, Португалія. Використовується як територіальний герб. У срібному щиті п'ять синіх хвилястих смуг. У чорній облямівці вісім золотих шишок. Щит увінчує срібна мурована містечкова корона з чотирма вежами.  Під щитом біла стрічка, на якій великими літерами напис португальською: «vila de Mortágua» (містечко Мортагуа).  Офіційно затверджений 3 червня 1933 року.  

## Галерея

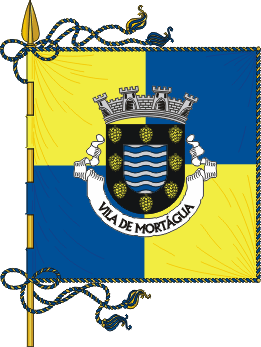
Прапор